# بنای جفت برار
بنای جفت برار مربوط به سدهٔ ۸ و ۹ ه.ق است و در شهرستان نور، بخش بلده، دهستان شیخ فضل ا، روستای یوش واقع شده و این اثر در تاریخ ۲۶ اسفند ۱۳۸۶ با شمارهٔ ثبت ۲۱۹۵۶ به‌عنوان یکی از آثار ملی ایران به ثبت رسیده است.